# Memory of a Cut Off Head
Memory of a Cut Off Head — двадцатый студийный альбом американской рок-группы OCS из Сан-Франциско. Он был выпущен 17 ноября 2017 года лейблом Castle Face Records. Альбом стал первым, выпущенным под псевдонимом OCS после OCS 4: Get Stoved (2005), и пятым, выпущенным под сокращённым названием. Ранее группа выпускала свои альбомы под названиями «Thee Oh Sees», «OCS», «The Ohsees» и «The Oh Sees».
Продюсером альбома выступил основатель группы Джон Дуайер. Альбом в основном представляет собой акустическое сотрудничество Дуайера и бывшей участницы основного состава Бриджид Доусон. В альбоме приняли участие нынешние и бывшие участники Oh Sees, включая Ника Мюррея и Патрика Маллинза, а также нынешние участники Тим Хеллман и Томас Долас.

## История
Относительно использования названия OCS и своего возвращения к lo-fi корням проекта Джон Дуайер отметил: «[Oh Sees и OCS] — это, честно говоря, две разные группы. Два разных состава. OCS берёт своё начало от этой группы [Orinoka Crash Suite]. Мы просто хотели вернуться к такому письму. Но я также хотел записать пластинку с Бриджид Доусон. Я хотел сделать что-то конкретно с ней. И в итоге это оказалось очень весело, так что я рад, что мы это сделали».

## Отзывы
| Совокупная оценка | Совокупная оценка |
| Источник          | Оценка            |
| ----------------- | ----------------- |
| Metacritic        | 73/100            |
| Оценки критиков   |                   |
| Источник          | Оценка            |
| AllMusic          | [ 4 ]             |
| Pitchfork         | 6.5/10            |

Альбом получил положительные оценки и признание от музыкальных критиков. На интернет-агрегаторе Metacritic, который присваивает нормализованный рейтинг из 100 баллов по рецензиям основных изданий, альбом Memory of a Cut Off Head получил средний балл 73 из 100, основанный на нескольких профессиональных рецензиях.

## Список композиций
| №   | Название                             | Длительность |
| --- | ------------------------------------ | ------------ |
| 1.  | «Memory of a Cut off Head»           | 4:47         |
| 2.  | «Cannibal Planet»                    | 4:29         |
| 3.  | «The Remote Viewer»                  | 5:27         |
| 4.  | «The Baron Sleeps and Dreams»        | 3:34         |
| 5.  | «On & On Corridor»                   | 5:50         |
| 6.  | «Neighbor to None»                   | 2:30         |
| 7.  | «The Fool»                           | 4:41         |
| 8.  | «The Chopping Block»                 | 3:14         |
| 9.  | «Time Tuner»                         | 5:57         |
| 10. | «Lift a Finger (By the Garden Path)» | 4:27         |